# Friedrich von Schelling
Friedrich Wilhelm Joseph von Schelling, född 27 januari 1775 i Leonberg, Württemberg, död 20 augusti 1854 i Ragaz, Schweiz, var en tysk filosof; professor i filosofi i bland annat Jena, Württemberg, München, och Berlin. Schelling tillhörde navet i utvecklingen av den tyska idealismen och romantiken.
Dels på grund av hans vän Hegels överskuggande position, dels på grund av metoden i Naturphilosophie vilken stod i skarp oförenlighet med den vetenskapsfilosofi som förespråkades av positivister, har Schelling ofta förbisetts. Hans uttalade idealism, Gudstro och metafysiska utläggningar blev snart otidsenliga efter hans död. Han har dock alltjämt haft betydelse som inspiration till flera stora tänkare, som Heidegger och Kierkegaard.
Eftersom Schellings filosofi förändras är den svår att redogöra för. Till en början övertygad lärjunge till Fichte, blev han med tiden panteist, påverkad av Plotinos teori om det Ena, och dualist. Under hela hans filosofiska utveckling står dock frågorna om det absoluta och det ändliga i fokus. Av de faser han genomgick, är det i första hand identitetsfilosofin som han har kommit att förknippas med; denna tog dock bland andra Hegel avstånd från.

## Biografi
Schelling föddes i Leonberg i Württemberg och skrevs in i klosterskola i Bebenhausen, där hans far var kaplan och professor i orientalistik. Schelling intogs redan vid 15 års ålder i teologiska seminariet ("stift") i Tübingen, där han knöt vänskapsband med Hölderlin och Hegel. Tillsammans med dem studerade han Platon, Leibniz och Kant. Med en latinsk disputation om ondskans ursprung promoverades han redan 1792; 1795 var avhandlingen klar, De Marcione Paullinarum epistolarum emendatore. 1793 medverkade han i Paulus' Memorabilien. Som privatlärare för två unga adelsmän företog han resor och vistades 1796-97 i Leipzig, där han även studerade naturvetenskap, matematik och medicin. Genom Goethes förmedling erhöll han 1798 en professur i Jena, till en början dock utan fast lön, och utövade där vid Fichtes sida och under inflytande av honom en uppseendeväckande filosofisk lärarverksamhet. Han kom därunder i personlig beröring med den av honom beundrade Goethe och med Schiller, till vilken han dock aldrig trädde i något förtroligt förhållande. 
Av större betydelse för honom blev umgänget med förromantikerna (Jenaromantikerna), bröderna August Wilhelm och Friedrich Schlegel, Novalis med flera, framför allt med A.W. Schlegel och hans maka Caroline, som skilde sig från sin man och 1803 blev Schellings hustru. Personliga misshälligheter och filosofiska strider hade emellertid snart gjort förhållandena i Jena olidliga för Schelling, och samma år som han gifte sig, flyttade han till Würzburg, där han 1803-06 var professor i filosofi. 1806 blev han medlem av akademin i München och efter sitt berömda tal över Das Verhältnis der bildenden Künste zu der Natur generalsekreterare vid de bildande konsternas akademi där (1807). Schelling ingick 1812 i nytt gifte, med Pauline Gotter. 1820-26 verkade han som akademisk lärare i Erlangen och blev 1827 professor i filosofi vid det nyupprättade universitetet i München. 
När den så kallade hegelska vänstern, efter Hegels död, utdragit fientliga konsekvenser mot kristendomen ur den hegelska läran (som tidigare betraktats som statsfilosofi i Preussen), kallades Schelling 1841 av Fredrik Vilhelm IV till Berlin för att bekämpa "den hegelska panteismens draksådd". Han skulle komma "inte som en vanlig professor, utan som den av Gud utvalde och till tidens lärare kallade filosofen, vars vishet, erfarenhet och karaktärsstyrka konungen för höjande av sin egen kraft önskade i sin närhet". Vid hans första föreläsningar vid universitetet i Berlin räckte inte den största lärosalen till för de skaror som ville lyssna till den "positiva" filosofi, genom vilken Schelling "skulle äntligen försona tro och vetande". Men de överspända förväntningarna gäckades. Efter åhörarnas anteckningar utgavs mot hans vilja hans föreläsningar över "mythologie und offenbarung", dels av Julius Frauenstädt (1842), dels av H. E. G. Paulus (1843) och utsattes för en hänsynslös kritik. Schelling drog striden inför domstol, i det han anklagade Paulus för olagligt eftertryck. Då Paulus blev frikänd, ingav Schelling till ministern en skrivelse vari han förklarade sig inte kunna fortsätta sina föreläsningar, då han inte åtnjöt lagens skydd. Sedan drog han sig 1843 tillbaka från världen och levde sina tolv sista år helt och hållet i hemmet och för familjen samt sina filosofiska spekulationer.

## Filosofi
Schelling var en konstnärligt begåvad fantasimänniska och på samma gång en originell tänkare, buren av religiös entusiasm och ett trotsigt självförtroende, som gjorde honom övermodig och hård i striderna med motståndare, på samma gång som han var känsligt mottaglig för inflytande från tänkare som han kände sig befryndad med. Som föreläsare ryckte han sina åhörare med sig, imponerande genom sitt allvar och bländande genom sina vida vyer och sin djärva spekulativa fantasi. Som filosofisk skriftställare är han en av den tyske litteraturens främste. Men vad som fattades honom var förmågan av skarpt fixerade begrepp och ett metodiskt, systematiskt tänkande. Hans åsikter framställdes mera som geniala uppenbarelser än som lärosatser som grundats på bevis. Med förkärlek rörde han sig med djärva analogier, med vilka han trodde sig ådagalägga den genomgående enheten i allt. Hans filosofi blev därför enligt hans många kritiker mera poesi än vetenskap. I stället för Fichtes etiska grundintresse och Hegels logiska konstruktioner trädde hos Schelling estetiska och religiösa grundmotiv och som filosofins organ den "intellektuella åskådningen", som Kant tillerkänt endast Gud, men som Schelling tillskrev alla geniala andar, men också endast dessa. Denna åskådning fattade han som en förmåga att fatta det eviga, den punkt, "där vetandet om det absoluta blir ett med det absoluta självt". 
Under inflytande av olika tänkare har Schellings åsikter småningom utvecklats i olika former, utan att han själv någonsin medgav ståndpunktens växling. De senare av honom utvecklade åsikterna utgavs alltid för att vara endast närmare utföranden av samma åsikt från nya och mera djupgående synpunkter. Och såtillvida hade han däri rätt, som grundtendensen alltid förblev densamma, ett försök att sammansmälta realismen och idealismen och att igenom en organisk uppfattning av all verklighet uppvisa den absoluta enhet, som ingår i och uppbär allt. 
Man kan urskilja följande tre huvudperioder i Schellings filosofiska utveckling:
- Natur- och transcendentalfilosofin (1797-1800)
- Identitetsfilosofien (1801-08)
- Den positiva filosofin (1809-54)

### Natur- och transcendentalfilosofin (1797-1800)
Under inflytande av Kant och Herder ville Schelling komplettera och korrigera Fichtes vetenskapsteori med en naturfilosofi som inte uppfattade naturen enbart som det objekt som jaget sätter mot sig för att om sig självt bli medvetet, utan tillerkände den en självständig betydelse såsom ett förstadium i andens egen utveckling. Denna uppgift sökte han lösa i Ideen zu einer Philosophie der Natur (1797; 2:a uppl. 1803), Von der Weltseele (1798; 3:e uppl. 1809), Erster entwurf eines systems der naturphilosophie (1799) och Einleitung zu seinem Entwurf eines Systems der Naturphilosophie (samma år). 
Om anden skall kunna fatta naturen, måste denna till sitt väsen vara befryndad med anden. Båda har samma absoluta grund, och liksom det finns en motsats i anden mellan subjekt och objekt, så utmärks all verklighet av en polaritet, som till exempel framträder i magnetens två poler. Naturen är bara en lägre, omedveten potens av samma verklighet, som i anden kommer till medvetande. Hur Schelling i detalj utför dessa grundtankar och genom symbolisk tolkning av de enskilda naturföreteelserna söker uppvisa deras enhet med anden, kan inte här refereras. Den schellingska naturfilosofin står i skarp motsats till den moderna naturvetenskapen och har därför varit utsatt för hån och kritik. Schelling sökte inte som naturforskare ge en mekanisk orsaksförklaring av naturföreteelserna, utan en teleologisk och vitalistisk värdesättning av dem. Detta sätt att tolka naturen ansågs snart föråldrat, men Schellings insats i sin tids tänkande på detta område var helt visst inte utan sin betydelse för naturforskningens utveckling. Det var en allmän strävan i dåtidens naturvetenskap att från de många spridda specialundersökningarna komma över till en uppfattning av det enhetliga i all natur. Härtill anslöt sig Schelling. Att han därvid såsom så ofta andra filosofer på olika verklighetsområden gick den empiriska forskningen i förväg, bör inte läggas honom till last. Han följde blott sin tids anda och har genom sina djärva spekulationer uppkastat problem, som vår tids naturvetenskap försiktigare söker lösa med sina bättre metoder. 
Ett motstycke till Schellings naturfilosofi, som visar naturföreteelsernas betydelse i andens odyssé, bildar System des transcendentalen Idealismus (1800), vari han söker visa, hur anden genom sina teoretiska, moraliska och estetiska funktioner åter träder i förhållande till naturen. Höjdpunkten i detta är enligt Schelling konsten, i vilken genialitetens omedvetna naturkraft mitt i medvetandets avsiktliga verksamhet, segrande gör sig gällande. 

### Identitetsfilosofin (1801–1808)
Den under första perioden uppställda satsen, att "naturen och anden i grunden är detsamma", skärps nu till påståendet: "naturens och andens grund, det absoluta, är identiteten av det reala och det ideala". Det är en spinozism, pånyttfödd genom Fichtes grundtankar, och under inflytande av Bruno, som Schelling utvecklar i Darstellung meines systems der philosophie (1801), Fernere darstellung aus dem system der philosophie (1802), Bruno, oder uber das göttliche und naturliche princip der dinge (1803; ny uppl. 1843), Vorlesungen uber die methode des akademischen studiums (1803; "Föreläsningar över methoden för det academiska studium", översatt av K. M. Arrhenius, 1812) och Aphorismen zur einleilung in die naturphilosophie (1806). 
Det reala och det ideala betecknar blott de motsatta sidorna av verkligheten, allteftersom den omedvetna eller den medvetna faktorn har övervikten däri. Deras potenser kan så ordnas att de från ömse sidor åter möts. Då blir naturens potenser med utgångspunkt från rummet och materien allt mera andliga för att i organismen nå sin höjdpunkt, under det att å andra sidan andens potenser från etikens frihet steg för steg övergår till allt mera naturliknande funktioner och slutligen kulminerar i konstens på en gång omedvetna och medvetna produktion och kontemplation. Men i ingen av de enskilda företeelserna kommer motsatserna till full enhet. Detta sker blott i de båda seriernas totalitet, i universum, som på en gång är den fullkomligaste organismen och det fullkomligaste konstverket. Där möter man den absoluta enheten, som varken är ande eller natur, varken ideal eller real, utan i förhållande till båda den totala identiteten eller indifferensen.

### Den positiva filosofin (1809–1854)
Under inflytande av Franz von Bader, som riktade hans uppmärksamhet på Jacob Böhme, samt påverkad av tidens romantiska anda i det hela, särskilt Friedrich Jacobi, fördes Schelling så småningom över till en religiös mysticism och teosofi. Ansatser därtill visade sig redan i Philosophie und Religion (1814), som fullt framträdande i Philosophische Untersuchungen über das Wesen der menschlichen Freiheit (1809, 1834) och vidare utbyggda i hans föreläsningar i München och Berlin. 
Under denna fas proklamerade han att all föregående filosofi, även hans egen, som opererat med abstrakta begrepp, kommit endast till tingens "was", inte till deras "dass", endast ådagalagt deras möjlighet, inte deras verklighet. Därför hade filosofin hittills varit "negativ"; först nu skulle den nu bli "positiv". Den negativa filosofin försökte med förnuftet finna verkligheten i ett förnuftssystem, a priori, men, menade Schelling, ett förnuft kan inte inrymma sig själv i den filosofiska undersökningen. Filosofin måste bli "positiv" genom att utgå från det uppenbarade. En av Schellings egna lärjungar, Eschenmayer, hade påstått att om filosofin också lyckas uppvisa det absoluta såsom alltings enhet, så kan den dock inte förklara den givna mångfalden och visa, hur dess motsatta potenser uppstår. Det kan endast religionen genom sin tro på en personlig Gud. 
Schelling ville nu flytta in denna tro i sin filosofi. Enligt denna är ju mångfalden, differensen, lika ursprunglig som enheten och identiteten. Den levande enheten har mångfalden inom sig själv och därmed principen för den strid mellan motsatser, som är livets väsen. Gud har sålunda inom sig själv grunden till det onda, vilket kommer till förverkligande genom ett avfall. Därigenom åstadkoms det kaos varmed naturutvecklingen börjar och varifrån den ideala seriens historiska process återför oss till Gud såsom all verklighets både grund och mål. 
Slutligen utdrar Schelling ur detta den mystiska konsekvensen, att avfallet och återvändandet är Guds egen självutveckling, vilken han identifierar med religionshistorien och dess stegvis skeende övergång från mytologi till uppenbarelse. Härom utvecklade Schelling en spekulativ religionsteori, som står i en ännu skarpare motsats till den empiriska religionshistorien, än hans ungdoms naturfilosofi intagit till naturforskningen.

## Inflytande
Bland Schellings många studenter fanns Søren Kierkegaard, Michail Bakunin, och Friedrich Engels. Vilken hänförelse Schellings naturfilosofi i början väckte, därom vittnar de lovsånger som Henrik Steffens uppstämde till hans ära. Till den anslöt sig också Lorenz Oken, Gotthilf Heinrich von Schubert, Julius Victor Carus, Carl August von Eschenmayer med fler, liksom även fysiologen Karl Friedrich Burdach, den danske fysikern Hans Christian Ørsted, växtfysiologen Christian Gottfried Daniel Nees von Esenbeck, patologen Dietrich Georg von Kieser och estetikern Karl Wilhelm Ferdinand Solger, vilka, var på sitt område, sökte tillämpa dess principer. Till Schellings identitetssystem anslöt sig Georg Michael Klein och till hans positiva filosofi Johann Jakob Wagner med flera. 
Men framför allt var den unge Schelling den nyromantiska skolans läromästare, och samtidigt med denna estetiska riktnings införande i Sverige kom också den schellingska filosofin att här utöva ett mäktigt inflytande, som sträckte sig till alla den högre bildningens grenar. Den "nya skolans" banerförare, Atterbom och Lorenzo Hammarsköld, var i filosofiskt hänseende Schellings lärjungar. Den sistnämnde, som stod Schelling nära även personligt, har i Minnen, från Tyskland och Italien (1859) skildrat Schelling och hans hem. Även Adolph Törneros och Carl Jonas Love Almqvist rönte inflytande av honom; likaså Israel Hwasser, Erik Gustaf Geijer, Nils Fredrik Biberg och Samuel Grubbe började sin filosofiska bana som Schellings anhängare, och fastän de sedan utvecklade den självständiga svenska personlighetsfilosofi som kulminerade i Christopher Jacob Boströms lära, har dennas grundriktning inte oväsentligt påverkats av schellingska uppslag. 
Bland dem som under senare tid behandlat eller influerats av Schelling finns Martin Heidegger, Paul Tillich, Charles Peirce, Ken Wilber, och Slavoj Žižek.

## Eftermäle
Asteroiden 12661 Schelling är uppkallad efter honom.

## Svenska översättningar
- F.V.I. Schellings Föreläsningar öfver methoden för det academiska studium (Vorlesungen über die Methode des akademischen Studiums) (översättning Carl Magnus Arrhenius, Strängnäs, 1812)
- Föreläsningar om metoden för akademiska studier (Vorlesungen über die Methode des akademischen Studiums) (översättning Richard Matz, Daidalos, 1988)
- Inledning till filosofin (Einleitung in die Philosophie) (översättning Erik Carlquist, h:ström - Text & kultur, 2011)